# Pro-Choice
Pro-Choice (englisch „für die Wahlmöglichkeit“) ist der Name einer ursprünglich US-amerikanischen sozialen Bewegung, die sich für die reproduktiven Selbstbestimmungsrechte von Frauen einsetzt und der nach Ansicht verschiedener Medien inzwischen auch Bewegungen im Rahmen von Abtreibungsdebatten in anderen Staaten, wie Deutschland zugerechnet werden. Sie vertritt die Auffassung, dass jede Schwangere die Wahl haben solle, sich frei und rechtmäßig für einen Schwangerschaftsabbruch entscheiden zu können. Der Name der Bewegung ist dem Begriff Pro-Life entgegengesetzt.

## Geschichte

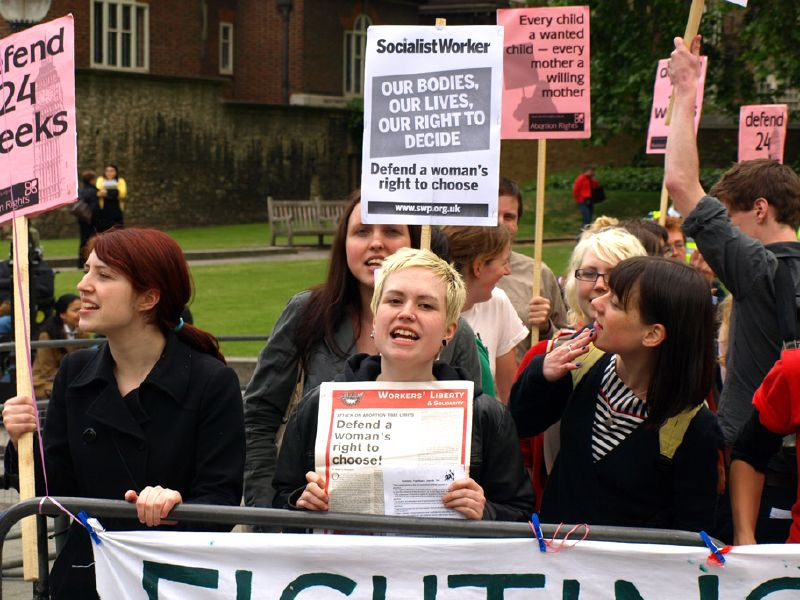
Pro-Choice-Demonstration 2008

Die Bürgerrechtsbewegung, die als Pro-Choice bekannt wurde, entstand aus einem losen Zusammenschluss von Gruppen der Frauengesundheitsbewegung und anderen Aktivisten von Basisbewegungen in den 1960er Jahren in den USA. Sie gründet in der liberalen Idee des individuellen Selbstbestimmungsrechts und der Entscheidungsfreiheit der Frau. Den spektakulärsten Erfolg erzielte sie, bevor Pro-Choice zu einer gut organisierten internationalen Bewegung wurde, mit der Legalisierung von Schwangerschaftsabbrüchen 1973 in den Vereinigten Staaten. Dies ging auf das Urteil des Supreme Court im Fall Roe vs. Wade zurück, der entschied, dass während des ersten und zweiten Trimesters einer Schwangerschaft die Frau das Entscheidungsrecht über einen Schwangerschaftsabbruch hat, dass jedoch ein Bundesstaat einen Schwangerschaftsabbruch während des dritten Trimesters verbieten darf, außer wenn das Leben der Frau oder ihre Gesundheit gefährdet sind. Zu den Argumenten der Bewegung gehören Hinweise auf die Schicksale von Frauen, die aus Mangel an Alternativen Selbstabtreibungen vorgenommen haben.
Die Entscheidung des Supreme Court von 1973 beschleunigte das Anwachsen von zwei gegensätzlichen sozialen Bewegungen zum Thema Schwangerschaftsabbruch: die Pro-Life- und die Pro-Choice-Bewegung.
Der Supreme Court hob 2022 in Dobbs v. Jackson Women’s Health Organization das Urteil von 1973 auf; seitdem gibt es in den Bundesstaaten unterschiedliche Regelungen. 

## Weltanschaulicher und philosophischer Hintergrund
Die Pro-Choice-Bewegung kann nicht explizit einer soziologischen Gruppierung zugeordnet werden, sondern es lassen sich nach Staggenborg heterogene, teils widersprüchliche Positionen einzelner Organisationen und Personen ausmachen, wie etwa bei Sharon Smith ersichtlich wird. Neben Feminismus sind nach Einschätzung der New York Times auch linkspolitische, vereinzelt auch links-radikale, z. B. der Online-Nachrichtendienst Socialism Today, Positionen vertreten. Einige Soziologen und Politologen schreiben den Befürwortern der Pro-Choice-Bewegung auch reduktionistische Haltungen zu, wie Michael Oswald und Thorsten Hüller. Sven Meyer identifizierte in seiner Dissertation von 2013 eugenische Positionen in der Philosophie der Bewegung.

## Argumentationen
Häufig werden völkerrechtliche Positionen der Menschenrechte mit biologischen Begründungen verbunden. Nach Meinung von Befürwortern der Legalisierung eines Schwangerschaftsabbruches in embryonaler und teilweise gänzlicher fetaler Phase stellt dies ein Frauenrecht dar, welches dem Menschenrecht sexueller Selbstbestimmung entspricht.
Nicht alle Pro-Choice-Organisationen lehnen jedoch die Sichtweise einer befruchteten Eizelle und der anschließenden embryonalen, wie fötalen Phase als menschliches Leben kategorisch ab.
Einzelne Gruppierungen, die sich mit den Zielen der Pro-Choice-Bewegung identifizieren, führen ausgehend von dem Argument einer Unterversorgung von abtreibungswilligen Ärzten und medizinischen Einrichtungen an, dass sowohl auf nationaler wie auch internationaler Ebene das Recht der Frauen auf Abtreibung garantiert werden sollte. Hierzu müssten Ärzte und auch Betreiber von Krankenhäuser dazu verpflichtet werden, unabhängig von ihrer Weltanschauung einen Schwangerschaftsabbruch auf Verlangen durchzuführen, da andernfalls eine repressive Einschränkung sexueller und reproduktiver Rechte gegeben sei. Entsprechend seien aktuelle Regelungen zu Gewissens- und Religionsfreiheit vorwiegend von Lebensrechtsbewegungen vorgeschobene Argumente, um die Wahrnehmung eines Grundrechts der Frauen zu verhindern.

## Aktivitäten

### Pro Familia Deutschland e. V.
Organisationen, die den Zielsetzungen der Pro-Choice-Bewegung nahe stehen engagieren sich in sozialen Belangen. So führt der Verein Pro Familia Deutschland e. V. Beratungen nach dem Schwangerschaftskonfliktgesetz durch und stellt auch die für einen Schwangerschaftsabbruch notwendigen Beratungsscheine aus. Außerdem setzt sich der Verein für den kostenfreien Zugang zu Verhütungsmitteln von Menschen mit geringem Einkommen ein.

### Spenden für angezeigte Aktivisten
Das Bündnis für sexuelle Selbstbestimmung rief im Internet 2018 zu einer Spendenaktion für Pro-Choice-Aktivisten auf, die durch radikale Abtreibungsgegner angezeigt wurden und mit teuren Rechtsstreitigkeiten rechnen mussten.

### Soziale Auszeichnungen
Die Pro-Choice-Aktivistin Sarah Diehl wurde 2013 für den Berliner Frauenpreis vorgeschlagen, für ihre Aufklärungsarbeit zur sozialen Situation von Frauen, Chancengleichheit und Integration in Deutschland.

## Kontroversen
Nach der Übergabe von 4.000 Unterschriften durch Pro-Choice-Aktivisten erhob die Flensburger Oberbürgermeisterin Simone Lange (SPD) die Forderung gegenüber den Betreibern des Diakonissenkrankenhauses Flensburg generell Abtreibungen anzubieten.
Kritiker von Abtreibungsbefürwortern vertreten die Auffassung, dass durch die Vermeidung der Bezeichnung des Ungeborenen als Kind versucht wird, durch Begrifflichkeiten wie "Zellhaufen", "Schwangerschaftsgewebe", oder "Fruchtgewebe" den Embryo, bzw. Fötus lediglich auf eine biologische Masse zu reduzieren und so zu suggerieren, dass hier kein eigenständiges von der Mutter unabhängiges Individuum gegeben sein könnte. Oswald spricht in diesem Zusammenhang vom "Zellhaufen-Framing". Prof. Dr. mult. Nikolaus Knoepffler, u. a. Mitglied im konservativen Netzwerk Wissenschaftsfreiheit und langjähriges Mitglied des deutschen Ethikrats, kritisiert in diesem Zusammenhang, dass im Rahmen des Zellhaufen-Framings mitunter eine Morula, wie sie etwa 48 Stunden nach der Befruchtung vorliegt, abgebildet würde, obwohl die Embryonalphase erst nach der 12.–13. Schwangerschaftswoche abgeschlossen sei und auch erst in einem späten Zeitpunkt dieser Phase die meisten Schwangerschaftsabbrüche vorgenommen würden. Nach Knoepfflers Ansicht ist der Ausdruck Zellhaufen, oder Zellklumpen "einfach falsch", da bereits nach der 4. Schwangerschaftswoche das Herz zu schlagen beginne und zum Ende der Embryonalphase alle lebenswichtigen Organe angelegt seien.
In einigen Publikationen der Pro-Choice-Bewegung, oder ihr nahestehenden Medien wird fast durchgehend über Lebensrechtsbewegungen der Terminus "selbsternannte", oder "sogenannte" Lebensschützer verwendet. Ebenso werden die Begriffe Lebensrechtler, oder Lebensschützer in Anführungszeichen gesetzt. Alternativ wird auch die Bezeichnung Abtreibungsgegner verwendet. Viele Lebensrechtsbewegungen fühlen sich hierdurch diskreditiert. Nach ihrer Ansicht, oder Ansicht ihr nahestehender Medien soll so suggeriert werden, dass die Aktivisten der Pro Life-Bewegung in Wahrheit nicht vordergründig das Recht auf Leben vertreten würden, sondern die Stigmatisierung und Bevormundung mündiger Frauen erreicht werden solle. Ebenso sollen Pro-Life-Aktivisten rein auf ihre ablehnende Haltung gegenüber Schwangerschaftsabbrüchen reduziert werden.
Die nach Ansicht von Vatican News als Pro-Choice-affin geltende Richterin Nathalie Lieven verurteilte in Großbritannien eine lernbehinderte Frau, die in der 22. Woche schwanger war gegen ihren Willen und den ihrer Mutter zwangsweise zu einer Abtreibung. Ein Berufungsgericht kippte das Urteil anschließend.

## Weiterführende Literatur
- Suzanne Staggenborg: The consequences of professionalization and formalization in the pro-choice movement. In: American Sociological Review. 53, Nr. 4, August 1988.